# Aeroflot-Flug 5398
Am 23. Dezember 1973 verunfallte eine Tupolew Tu-124 auf dem innersowjetischen Linienflug Aeroflot-Flug 5398 von Lwiw über Kiew nach Kuibyschew, wobei alle 17 Insassen starben.

## Flugzeug und Besatzung
Das Flugzeug war eine 10 Jahre alte Tupolew Tu-124W mit dem Luftfahrzeugkennzeichen СССР-45044, die mit 2 Mantelstromtriebwerken des Typs Solowjow D-20P ausgestattet war.
Die Besatzung bestand aus einem Flugkapitän, einem Ersten Offizier, einem Flugingenieur, einem Navigator, einer Flugbegleiterin sowie einem Polizisten (MWD).

## Verlauf
Die Tu-124 hob um 22:04:49 Uhr vom Flughafen Lwiw ab und flog in Richtung Südosten. Der verantwortliche Fluglotse in Lwiw wies die Piloten zum Steigflug auf 1.800 m in Richtung des NDBs Solotschiw und zum Funkkontakt auf 1.500 m an. Die Piloten meldeten sich 2 min 15 s nach dem Start beim Fluglotsen und meldeten, dass das linke Triebwerk brenne und sie deswegen umkehren und notlanden müssten. Weil der Fluglotse dies nicht verstand, mussten die Piloten dies zweimal wiederholen. Danach gab es keinen weiteren Funkkontakt.
Das teilweise verbrannte Wrack wurde schließlich 18,3 km östlich vom Flughafen Lwiw, in der Nähe von Wynnyky, auf unwegsamem Gelände gefunden. Das Trümmerfeld war 725 m lang und 125 m breit. Es wurden kleine, verbrannte Flugzeugteile noch in drei bis fünf Kilometer Entfernung von der Unfallstelle gefunden.

## Ursache
Bei der Unfalluntersuchung wurde festgestellt, dass sich eine Schaufel der ersten Verdichterscheibe im linken Triebwerk gelöst hatte. Dadurch kam es zu starker Vibration, die zum Bruch von Leitungen mit brennbarer Flüssigkeit (Treibstoff, Hydraulik, Öl) führten. Dadurch brach 1 min 55 s nach dem Start ein Brand aus, der sich schließlich auf der linken Seite durch die Außenhaut und den Kabinenboden fraß. Auch die Steuerstangen wiesen Spuren von Hitzebelastung auf. Da das Feuer keine Rückkehr zum Flughafen zuließ, entschlossen sich die Piloten vermutlich im Gelände zu landen. Das Flugzeug schlug schließlich um 22:08:04 Uhr flach auf dem Boden mit einer Geschwindigkeit von etwa 500 km/h auf.
Die Ursache für das Lösen der Schaufel war das Versagen der Halterungsstifte, die aufgrund einer falschen Wärmebehandlung bei der Herstellung eine unterdurchschnittliche Belastungsfähigkeit hatten.